# Linjowo (Kaliningrad)
Linjowo (russisch Линёво) ist heute ein Ort in der russischen Oblast Kaliningrad (Gebiet Königsberg (Preußen)). Dieser Ortsname umfasst heute zwei ursprünglich bis 1947 eigenständige Orte, die nun vereint zur Mosyrskoje selskoje posselenije (Landgemeinde Mosyr (Klein Gnie)) im Rajon Prawdinsk (Kreis Friedland (Ostpr.)) gehören: Schönlinde, Kreis Gerdauen sowie Jodeglienen (von 1938 bis 1947 Wiedenau). Im weiteren Sinne ist seit einigen Jahren auch das Areal des nicht mehr existenten Ortes Budwischken (von 1938 bis 1947 Oberndorf) Bestandteil der Ortschaft Linjowo.

## Geographische Lage
Linjowo liegt an beiden Ufern der Aschwöne (Swine, russisch: Putilowka), welche durch den Ort hindurch fließt. Die heutige Siedlung liegt an einer Nebenstraße der russischen Fernstraße R 508 (27A-027) im Streckenabschnitt zwischen Osjorsk (Darkehmen, 1938–1945 Angerapp) und Snamensk (Wehlau). Die Nebenstraße zweigt an der R 508 ab und führt nach wenigen hundert Metern direkt in den Ort. Eine direkte Bahnanbindung besteht nicht. Der nächstgelegene Bahnhof befand sich knapp 11 Kilometer entfernt in Klein Gnie (heute Mosyr). Die dort verlaufende Bahnstrecke Toruń–Tschernjachowsk (Thorn–Insterburg) wurde auf ihrem russischen Streckenabschnitt für den Personenverkehr im Jahr 2001 jedoch außer Betrieb gestellt.

## Geschichte

### Bis 1945

#### Schönlinde
Der ehedem Schönlinde genannte Ort war zwischen 1874 und 1945 in den Amtsbezirk Muldszen (1936–1938 Muldschen, 1938–1946 Mulden, russisch: Perewalowo) eingegliedert und gehörte somit zum Landkreis Gerdauen im Regierungsbezirk Königsberg der preußischen Provinz Ostpreußen. Im Jahre 1910 lebten in Schönlinde 267 Einwohner.
Das frühere Schönlinde umfasste alle Gebiete nördlich der Swine/Aschwöne in der heutigen Siedlung Linjowo.

#### Jodeglienen / Wiedenau
Dieser Ort befand sich südlich der Swine/Aschwöne und bildete im Grunde, trotz Eigenständigkeit, mit Schönlinde faktisch ein gemeinsames Dorf. Die massive Stahlbetonbrücke über den Grenzfluss verband die beiden Orte. Sie teilten sich Postamt, Schule und Kaufmannsladen. Getrennt waren jedoch die Friedhöfe: So gab es jeweils einen in Schönlinde sowie in Jodeglienen/Wiedenau. Am 16. Juli 1938 wurde Jodeglienen in Wiedenau umbenannt.

#### Landgemeinde Schönlinde
Am 30. September 1928 erfolgte der Zusammenschluss der bis dahin selbständigen Landgemeinden Jodeglienen und Schönlinde sowie des weiter westlich gelegenen Ortes Budwischken zur neuen Landgemeinde Schönlinde. Am 3. Juni 1938 wurde Budwischken in „Oberndorf“ umbenannt.
Die Einwohnerzahl der Landgemeinde stieg bis 1933 auf 515 und betrug 1939 noch 488.
1945 kam das nördliche Ostpreußen und mit ihm auch die Landgemeinde Schönlinde zur Sowjetunion.

### Seit 1945
Nach 1945 wurde die Landgemeinde Schönlinde wieder aufgelöst. 1947 wurden Schönlinde und Jodeglienen/Wiedenau zusammengefasst und erhielten die gemeinsame Ortsbezeichnung „Linjowo“.
Budwischken/Oberndorf wurde unter dem Namen Bystrjanka wieder ein eigenständiger Ort, aber als Siedlung bereits kurz darauf gänzlich aufgegeben. Unter dem Namen Bystrjanka existiert gegenwärtig eine etwa drei Kilometer nordöstlich gelegene (früher Siedlung Mulden genannte) Siedlung. Laut Regionalatlas Kaliningradskaja oblast, Ausgabe von 2008, S. 41Г, ist die Ortsstelle Budwischkens eine Wüstung, wird aber dennoch zusätzlich zu Schönlinde mit „Linjowo“ bezeichnet, was inzwischen wieder eine administrative Zuordnung zu Linjowo belegt.
Bis zum Jahr 2009 war Linjowo innerhalb der russischen Oblast Kaliningrad in den Novo-Bobruiski Sowjet eingegliedert und ist seither – aufgrund einer Struktur- und Verwaltungsreform – eine als „Siedlung“ (possjolok) eingestufte Ortschaft innerhalb der Mosyrskoje selskoje posselenije (Landgemeinde Mosyr (Klein Gnie)) im Rajon Prawdinsk.

## Sehenswürdigkeiten
Obwohl ein großer Teil der Gebäude aus der Vorkriegszeit nicht mehr erhalten ist, sind noch einige Wohnhäuser aus dieser Zeit, teils mit Stallungen, zu finden. Erhalten geblieben ist die massive Brücke über die Aschwöne (Swine), welche die früher eigenständigen Orte Schönlinde und Jodeglienen/Wiedenau verband. Auch die ursprüngliche Kopfsteinpflasterung an der Durchfahrtsstraße im Dorf ist an vielen Stellen noch sichtbar.

## Kirche
Vor 1945 war die Bevölkerung von Schönlinde, Jodeglienen/Wiedenau sowie Budwischken/Oberndorfs überwiegend evangelischer Konfession. Die Landgemeinde war in das Kirchspiel Muldszen (1936–1938 Muldschen, 1938–1946 Mulden, russisch: Perewalowo) eingepfarrt und gehörte somit zum Kirchenkreis Gerdauen (russisch: Schelesnodoroschny) innerhalb der Kirchenprovinz Ostpreußen der Kirche der Altpreußischen Union.
Heute liegt Linjowo im Bereich der in den 1990er Jahren neu entstandenen Stadtgemeinde Tschernjachowsk (Insterburg), die sich der ebenfalls neu entstandenen Propstei Kaliningrad in der Evangelisch-Lutherischen Kirche Europäisches Russland (ELKER) eingegliedert hat.